# هانس جي. كونراد
هانس جي. كونراد هو مصمم جرافيك ومصور سويسري، ولد في 11 يونيو 1926 في Remetschwil ‏ في سويسرا، وتوفي في 26 ديسمبر 2003 في كولونيا في ألمانيا.